# Cataractes
Cataractes var till den administrativa reformen 2015 ett distrikt i Kongo-Kinshasa. Det låg i provinsen Bas-Congo (sedan 2015 Kongo-Central), i den västra delen av landet, 140 km sydväst om huvudstaden Kinshasa.
I huvudorten Tumba fanns militärdomstol, post- och telegrafkontor, folkbokföringskontor, medicinsk station, tullkontor, notariat, järnvägsstation.

## Andra orter i distriktet
- Lukungu, folkbokföringskontor och protestantisk mission.
- Banza Manteka
- Diadia
- Mukimbungu, protestantisk mission.
- Manyanga, folkbokföringskontor.
- Gombe Lutete, folkbokföringskontor och protestantisk mission.
- Kitobola
- Kibunzi